# Tielt (Brabant flamand)
Pour la ville de Flandre-Occidentale, voir Tielt.
Thielt-Notre-Dame, en néerlandandais Tielt ou Onze-Lieve-Vrouw-Tielt  est une section de la commune belge de Tielt-Winge située en Région flamande dans la province du Brabant flamand. C'était une commune à part entière avant la fusion des communes de 1977.

## Démographie

### Évolution démographique
- Sources : INS, Rem. : 1831 jusqu'en 1970 = recensements, 1976 = nombre d'habitants au 31 décembre[2].